# Hoja de banana

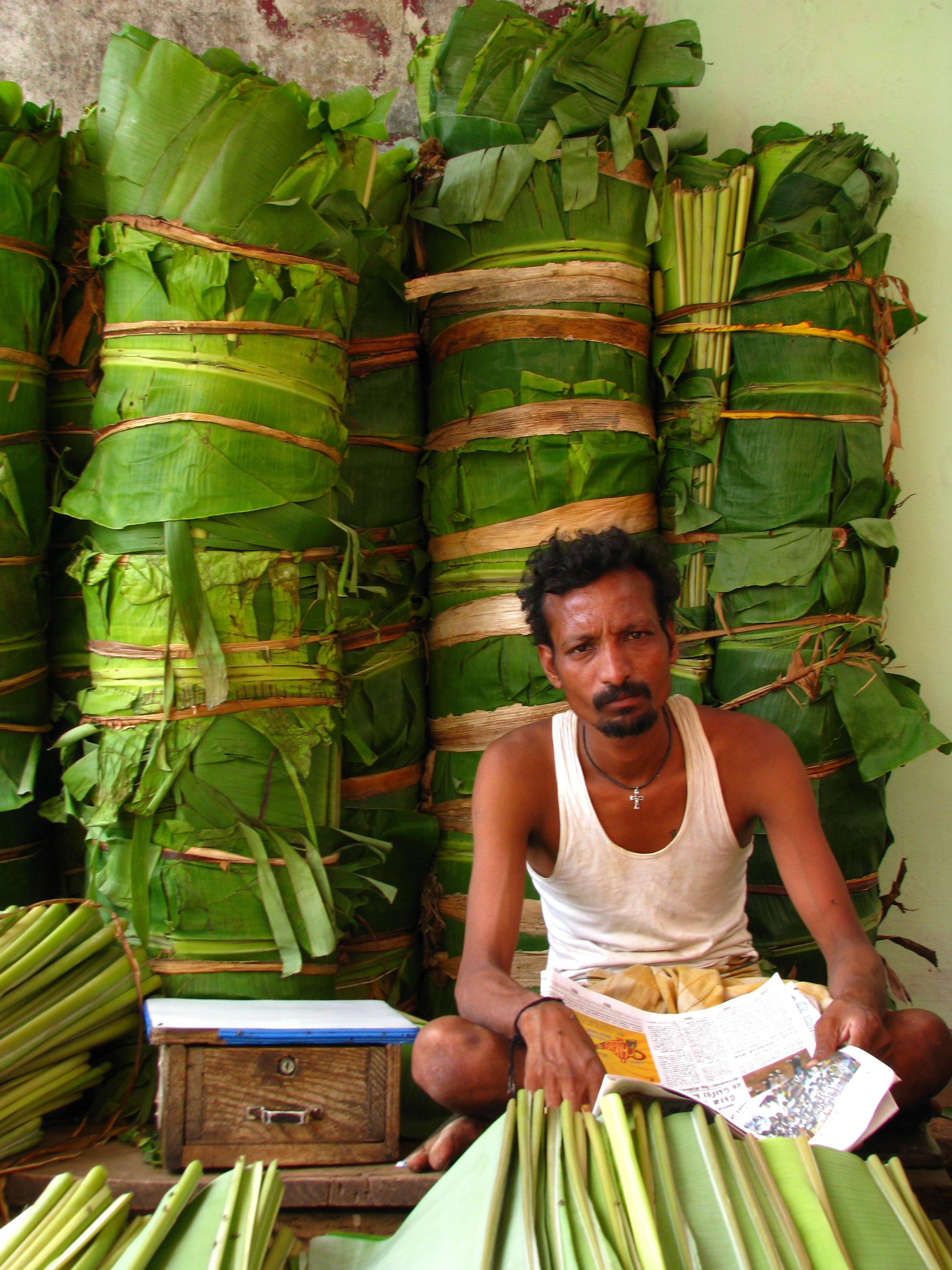
Vendedor con hojas de banano en un mercado de Chennai, India

La hoja de banano u hoja de plátano es una parte de la bananera o platanera (Musa spp.) con multitud de usos humanos en diferentes culturas del mundo, especialmente en áreas tropicales. Esto se debe a que son grandes, resistentes, flexibles, impermeables y muy decorativas. Se usan para cocinar, contener, envolver o servir diversas preparaciones culinarias, como la güirila, las hallacas, el otak-otak, la sadhya o los tamales. Además, son un elemento decorativo para ciertas ceremonias hinduistas y budistas. La hoja seca también es útil elaborar prendas de vestir, cintas, cuerdas, etc. y son un material valorado en varias artesanías locales, así como en la construcción informal, para fabricar techos y vallas. En agricultura, las hojas del plátano son valoradas para producir mantillos y sustrato, o para empacar frutas y hortalizas.

## Características
La hoja del banano es una hoja ancha, ovado-oblonga y de venación pinnada. Consta de cuatro partes: una vaina que envuelve la hoja, un pecíolo acanalado y ceroso, una gran lámina y un apéndice obtuso. Las hojas de Musa son de las superficies fotosintéticas más grandes que se conocen, pudiendo llegar a medir hasta 5 m de largo × 1 m de ancho.

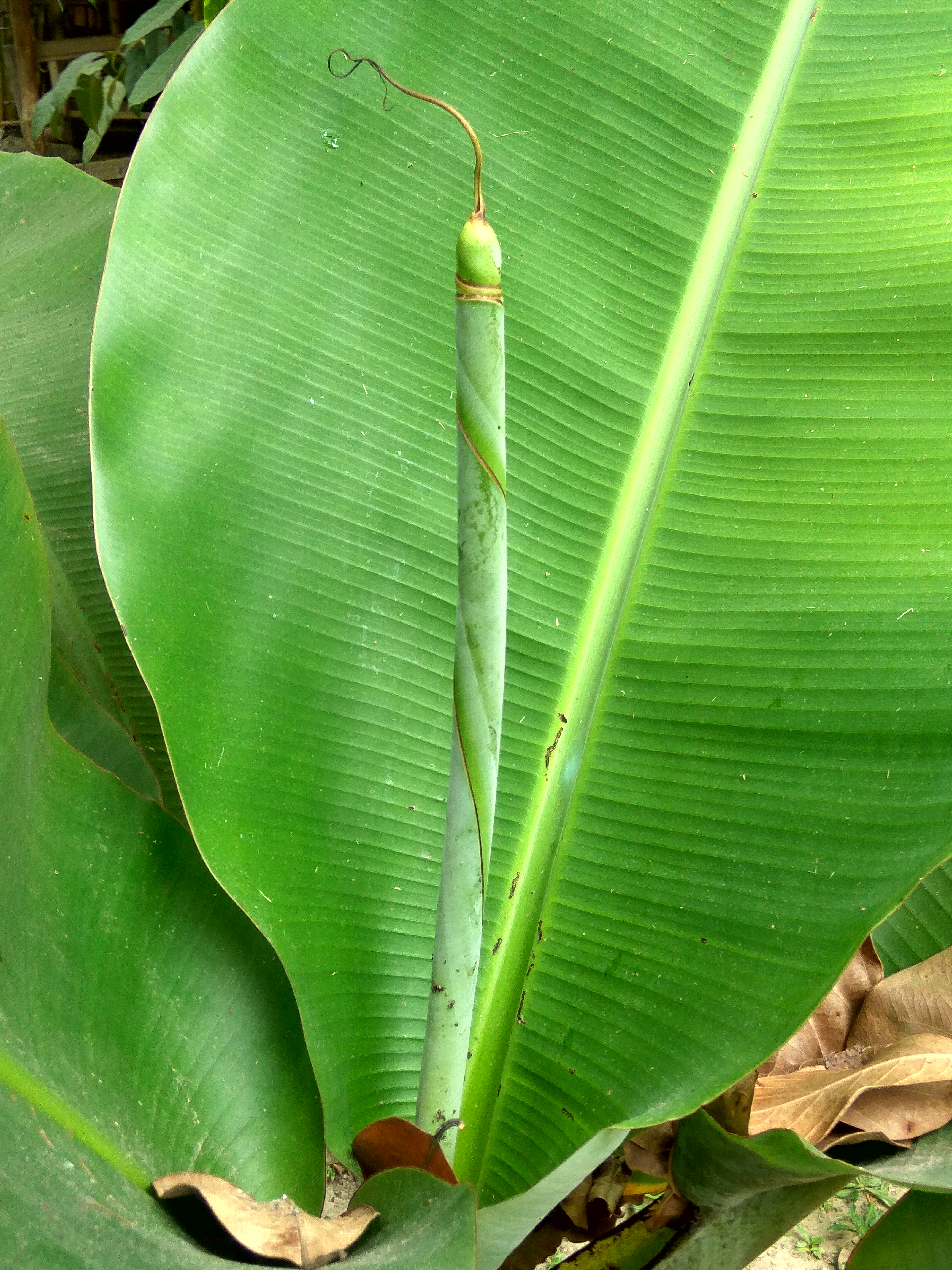
Detalle de la hoja.

La hoja joven surge del banano sobre la hoja anterior y pasa por dos procesos: un primero de crecimiento, en el que está enrollada en una doble espiral, y un segundo de apertura. Aunque el lapso puede variar según las condiciones climáticas y la variedad agrícola, toma alrededor de una semana para abrirse completamente. El nervio central se suele retirar cuando se van a cocinar. Uno de sus lados es ligeramente más ancho que el otro, debido a la forma en la que se enrolla antes de madurar; esta diferencia es notable en la variedad Cavendish.

## Uso en cocina
Las hojas de banano no se comen, y se desechan después de consumir su contenido. Tienen diversos usos en cocina: se utilizan como plato biodegradable para servir comida encima, o también envuelven los alimentos durante la cocción para protegerlos. Este método culinario es conocido como papillote. La cocción al vapor con hojas de plátano imparte un sutil sabor y aroma dulce y terroso al plato. En ciertas culturas donde son tradicionales los hornos de tierra, como es el caso del píib yucateco o el imu hawaiiano, las hojas sirven para envolver los alimentos, tapar el horno, o bien revestir las paredes del mismo.
Para volverlas flexibles, se asan primero ligeramente sobre una parrilla o un comal caliente, y se les quita el nervio central. En algunas recetas indias, filipinas y jemeres (camboyanas) usan las hojas de plátano como envoltorio para freír. Posteriormente se desechan las hojas.

### África tropical

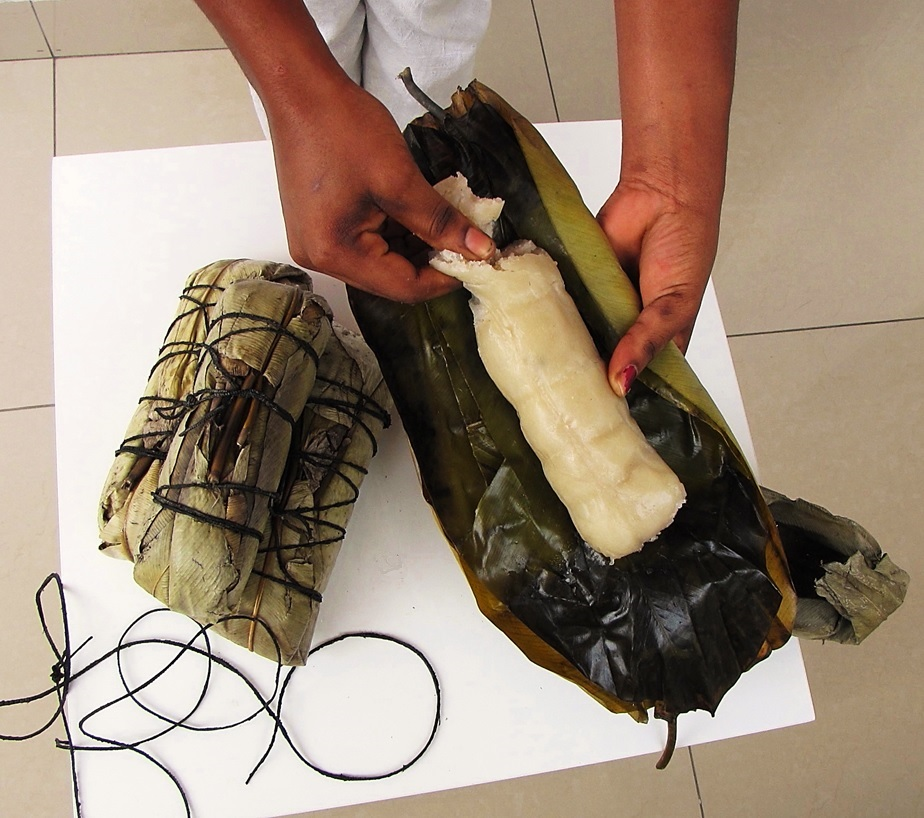
Masa de yuca envuelta, almuerzo congoleño

Los principales países en el continente africano donde se produce el plátano son Burundi, el Congo-Kinshasa, Kenia, Ruanda, Tanzania y Uganda. En el Congo-Kinshasa las hojas de banano se usan principalmente para envolver alimentos como el liboke y como alimento para el ganado rumiante. Además, son útiles para almacenar la comida, servirla a modo de plato e incluso se confeccionan tazas de hojas de banana para beber sopa.
En toda el área se suelen secar y se tejen para hacer cestas o bien se usan como tapetes para la mesa. En Kivu del Sur se usa para fabricar ropa, mientras que en Kivu del Norte es más común su uso para acolchar las camas.
En la tribu teke, que habita los dos Congos y Gabón, un plato típico es la yuca cocida en hoja de banana, llamado manioc batéké en francés (ongwèlè, ekwo, kakwo o kekwo en las diferentes lenguas teke locales). En Guinea Ecuatorial, un plato equivalente es el abalá, que es una masa de malanga o yuca, aceite de palma y sal. Se envuelve en hojas de banana y se cuecen en una olla con agua por media hora.
En Nigeria, el moin-moin, una masa de frijoles con polvo de camarón seco y otras especias se suele preparar en hojas de plátano.
En Uganda central los baganda, uno de los pueblos intranacionales de Uganda, utilizan las hojas de plátano para cocinar luwombo o oluwombo; una mezcla de estofado de champiñones y carne previamente salteada que más tarde se envuelve en hojas de plátano y se reahuma durante horas.

### América tropical

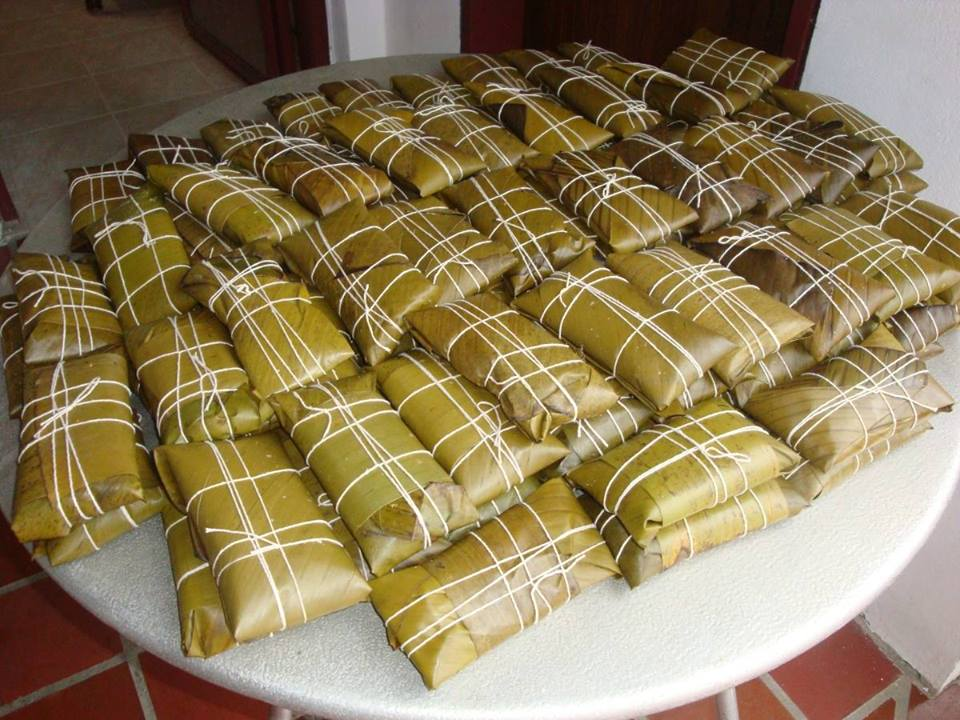
Hallacas en Venezuela

En Costa Rica es ampliamente utilizada para envolver todo tipo de comidas, desde casados tradicionales hasta tamales costarricenses (tanto los tamales de Semana Santa como los de época navideña).
En Colombia es ampliamente usada como envoltura de los tamales, comida típica en todas las regiones del país.
En el área de Manabí, Ecuador, la tonga es un tradicional plato a base de arroz mezclado con maní y gallina envuelto en varias hojas de plátano.
En Honduras se utiliza la hoja de plátano para envolver tamales de pollo o de cerdo. También se usa para envolver cuajada, un producto derivado de la leche fermentada.
En México, la envoltura en hoja de plátano se utiliza para los tamales del sureste del país en algunas regiones de Oaxaca y Veracruz y en los estados de Tabasco, Chiapas, Campeche, Quintana Roo y Yucatán. En algunos estados del sureste se utiliza para preparar barbacoa.
En Perú es usado para la envoltura de tamales y chapanas; en la selva se utiliza para la patarashca y el juane.
En Venezuela también se utiliza la hoja de plátano para envolver las hallacas, comida típica navideña.

### Asia tropical

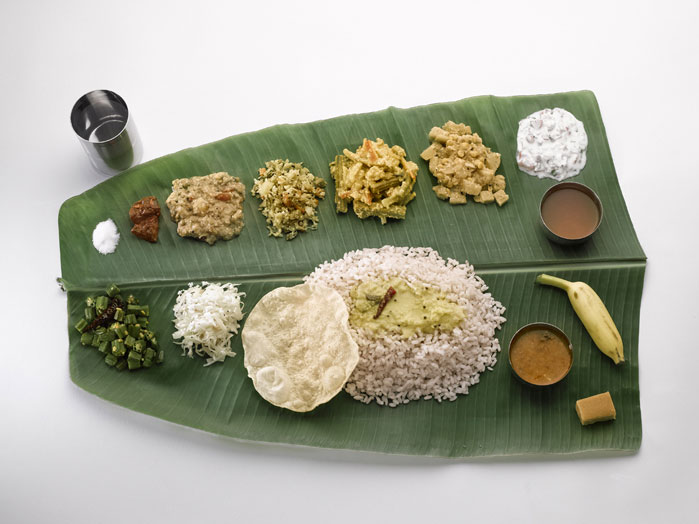
Almuerzo en Tamil Nadu

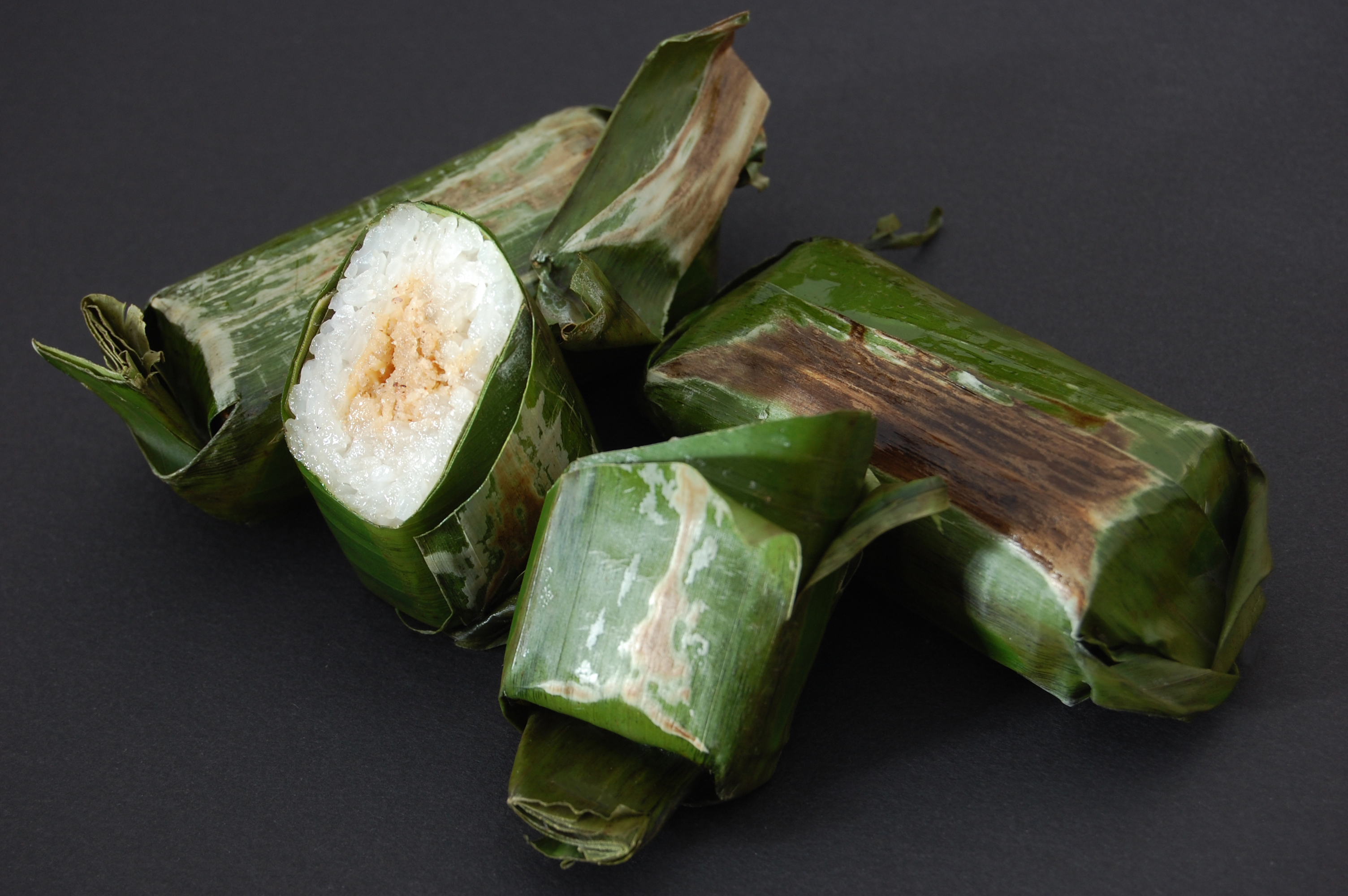
Lemper indonesio.

El arroz envuelto en hoja de plátano es típico de todas las zonas tropicales de Asia, aunque cada lugar le agrega condimentos distintos. Por ejemplo, en Indonesia, se prepara el lemper, a veces con pollo, pescado o algodón de carne. Similar es el lontong, aunque la versión vegetariana se denomina arem-arem. En el sur de Célebes se prepara con leche de coco y se llama burasa. Los equivalentes en la cocina vietnamita son el bánh tét y el rượu nếp. En China, el zongzi se puede enrollar en hojas de plátano, aunque es más común en hojas de bambú de hoja larga. En India se consume también arroz en hoja de plátano, llamado kalapata bhata (কলাপাতা ভাত) en bengalí. 
La cocina meridional de la India se suele servir por regla general en hojas de plátano.  
Es común en las cocinas bengalí y del sur de la India usar hojas de plátano como plato para servir la comida, especialmente en las fiestas tradicionales de Andhra, Telangana, Tamil Nadu, Karnataka, Kerala, Odisha y Bengala Occidental, así como en el norte y este de la isla de Sri Lanka. En Bengala, un plato llamado bhetki paturi (ভেটকি মাছের পাতুরি) consiste en pescado marinado en pasta de mostaza, y cocinado a fuego lento envuelto en hojas de plátano. Se puede usar bhetki o ilish. En Tamil Nadu, las hojas se secan por completo y se utilizan como material de embalaje para alimentos, y también se convierten en vasos para contener líquidos. Las hojas secas se llaman vaazhai-ch-charugu (வாழைச் சருகு) en tamil. 
En Camboya, el prahok es un condimento similar a una pasta a base de pescado fermentado que se envuelve en hoja de banano para cocinarse. En la cocina vietnamita, las hojas de plátano se utilizan para envolver alimentos como el cha-lua.
En Filipinas, el plato tradicional de las navidades es el bibingka, una masa de arroz horneada, que se cocina en olla de barro revestida de hojas de plátano. El espasol es un postre filipino muy dulce que generalmente también se enrollan en estas hojas.

### Oceanía tropical
Las hojas de plátano se usan en Oceanía principalmente para revestir y tapar los hornos de tierra, como el horno canaco, el horno hawaiiano (imu) o el horno tahitiano (ahi ma'a). Los rapa nui, de la isla de Pascua, usan las hojas de plátano para cocinar carne o pescado en el umu pae. 
En Tahití y otras islas polinesias, el poke o po'e es una masa envuelta en hoja de plátano y cocinada en el ahi ma'a. De la misma manera se cocinan los faraoa 'ipo.

## Otros usos

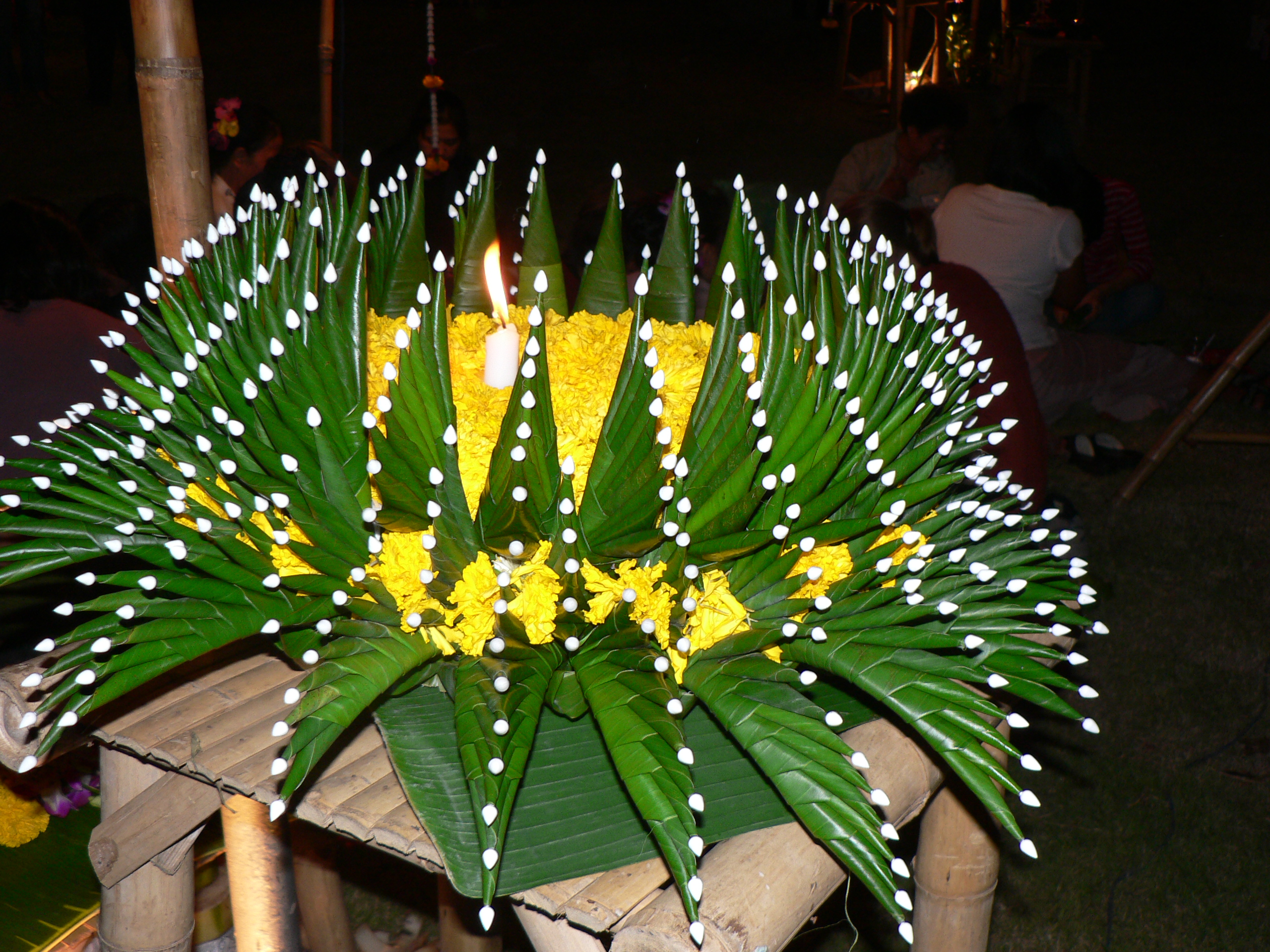
Ofrenda hecha con hojas de plátano para la festividad Loy Krathong, en Chiang Mai (Tailandia)

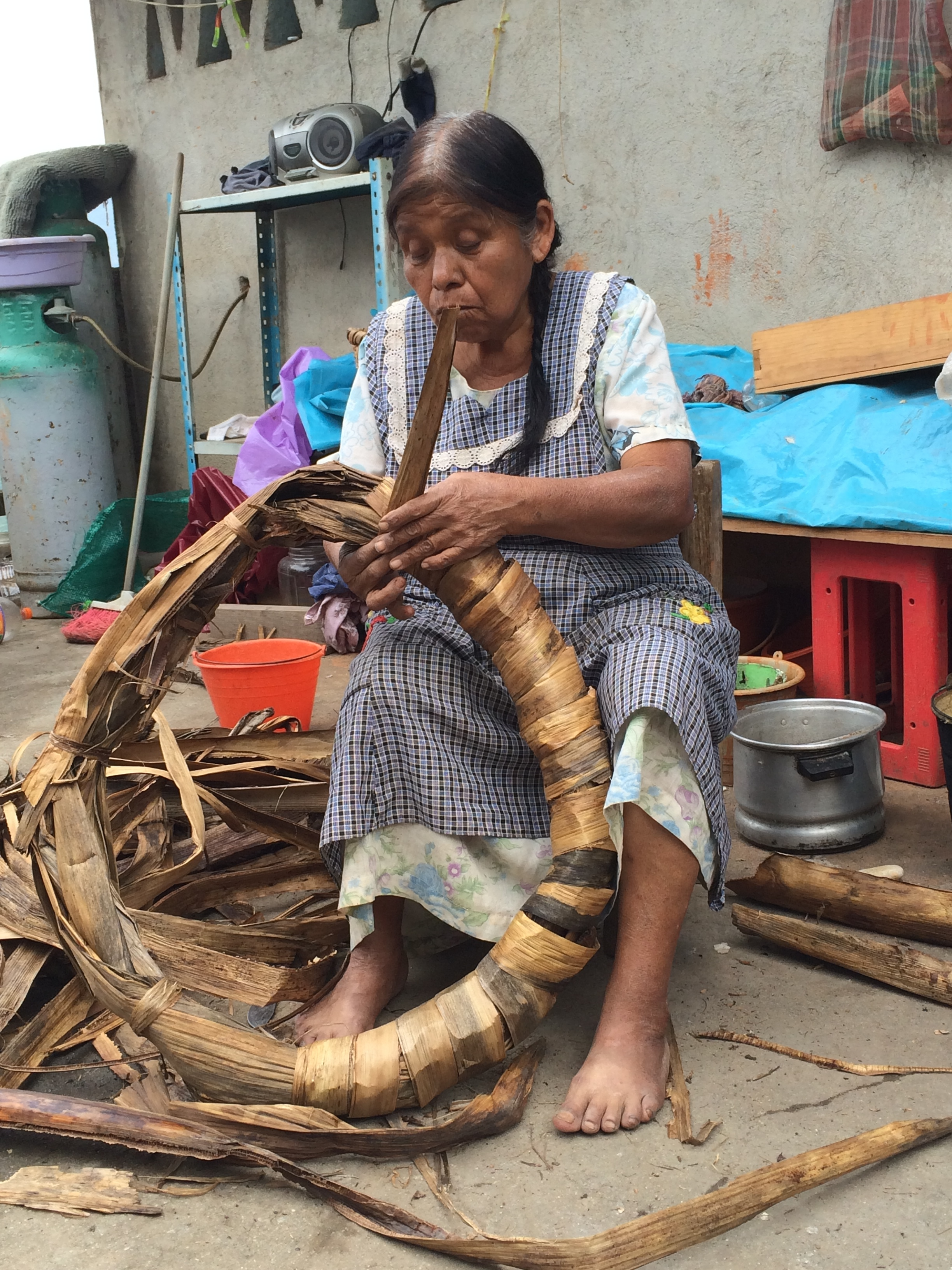
Artesana usando hojas de plátano secas en Oaxaca, México

### Uso ceremonial
Hindúes y budistas por igual, usan las hojas de plátano como elemento decorativo en eventos religiosos como festividades o bodas. El plátano representa la fertilidad, la regeneración y el buen auspicio.
Los hindúes balineses fabrican recipientes a partir de hojas de plátano para colocar encima ofrendas florales llamadas canang dedicadas a los hyang (espíritus o deidades) y otros dioses. Las ofrendas canang se sitúan en los templos y casas de Bali.
En el Alto Myanmar, la hoja de plátano se doblan a modo de papiroflexia para crear grandes ofrendas con forma cónica que se conocen localmente como ဖက် စိမ်း ကွမ်း တောင် (phetsein kundaung). 
En Tailandia, se fabrican cuencos llamados กระทง krathong, el cual es un elemento importante en la tradicional festividad de ลอยกระทง Loy Krathong, que ocurre durante la luna llena del duodécimo mes lunar. Esta celebración rinde homenaje a la «Madre del Agua», Phra Mae Kong Kha, por lo que el cuenco krathong se llena de ofrendas y se deja flotar en la superficie del agua. De hecho «Loy Krathong» significa literalmente '[dejar que] flote' (loi) 'el recipiente sagrado' (krà-tong). El krathong imita la forma de una flor de loto, e incluye flores u hojas de otras plantas, palos de incienso y velas. Las velas se prenden, se les pide un deseo y se dejan en el agua para que la corriente se lleve el krathong y, con él, la mala suerte. Otros países asiáticos también comparten este festival: Myanmar, Laos, Camboya, India y China.
Durante el festival hindú Gaņeśa Chaturthī, la gente de Maharashtra decora los templos y los hogares con hojas de plátano y mango y caña de azúcar. Las hojas de banana representan el crecimiento y la regeneración, así como de pureza. En la cultura popular de Bengala, el dios Ganesha se casó con un bananero para proveer de comida a su madre.
En la santería cubana, numerosas ofrendas adimú se envuelven en hojas de plátano. El oguidi es una ofrenda hecha de masa de maíz, vinagre y varias especias envuelta en hoja de plátano y regaladas al Orishá de los ancestros, Oya, junto con miel o melao de caña. El ekrú es otra ofrenda similar, pero la masa, en vez de ser de maíz, se hace con frijol carita. Asimismo, el eko es el adimú de masa de maíz envuelto en hoja de plátano que se dedica a Obatalá con miel, a Oshún con cascarilla, a Yemayá con melaza, a Elegguá con corojo, etc.

### Uso ganadero

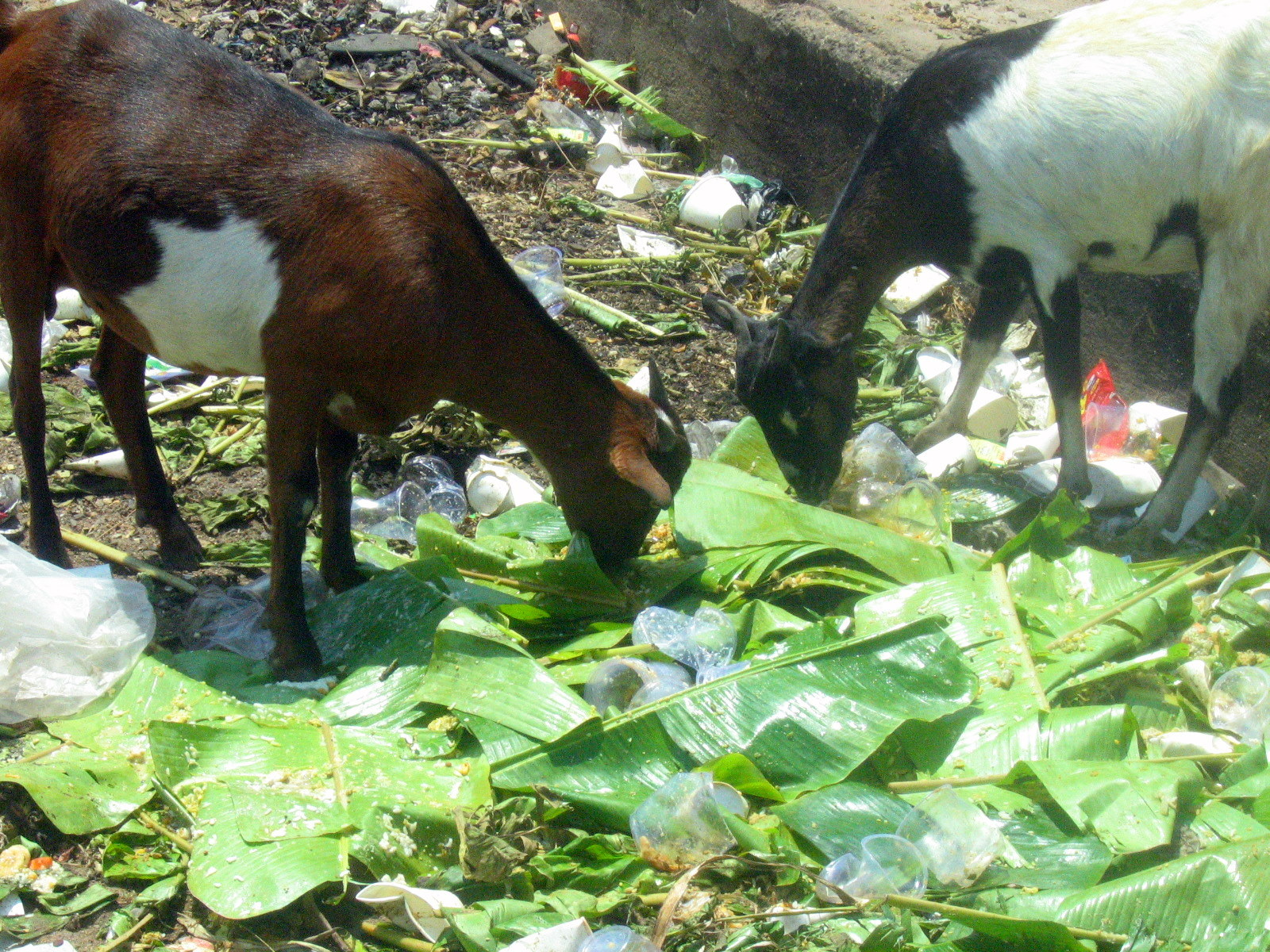
Las hojas de plátano son un alimento nutritivo para el ganado.

Fuera de su uso decorativo y gastronómico, la hoja de banana también se utiliza en ganadería, agricultura e industria alimentaria. Según la FAO, la mayoría de estudios sobre el uso agropecuario de la banana se han llevado a cabo en los países latinoamericanos, ya que colectivamente producen entre un cuarto y un tercio del total mundial. En Brasil y otros países de Sudamérica, las hojas y el tallo del plátano se conservan mediante un proceso de ensilaje, y así servir de alimento al ganado. El tallo es más digestible para los animales que la hoja, y en un estudio de la Fundación CIPAV, con sede en Cali, Colombia, mostró que la proporción 4:1 (tallo y hoja respectivamente) simula el contenido nutricional del forraje. Se desrecomienda proporcionar este alimento a vacas lactantes, pero sí a vaquillas. Se ha observado, sin embargo, una ingesta voluntaria muy baja y el animal preferirá comer otra cosa, por lo que sólo deben administrarse cuando no se dispone de otros alimentos. Cada parte de la planta (fruto maduro o inmaduro, hoja, tallo, flor) excepto las raíces y chupones puede y se ha utilizado para alimentar al ganado en varias partes del mundo.

### Usos industriales
En Costa de Marfil, el mayor productor de cacao del mundo y el mayor productor de bananas de África, las hojas de banana se usan en el proceso de fermentación del cacao. Los granos se colocan en hojas extendidas en el suelo y luego se cubren con más hojas. Esta es la forma tradicional en los cacaotales de pequeño tamaño, mientras que en las industrias a gran escala es más común el uso de lonas de tarpaulín.
En la industria alimentaria de diversos países tropicales, las hojas de banano se usan como empacado de alimentos. En Kerala, India, las hojas de banana han sido históricamente el embalaje tradicional para vender, comprar y transportar alimentos, hasta la llegada del PET (tereftalato de polietileno), el mismo usado para las botellas de plástico. Sin embargo, el problema del plástico y su gigante huella medioambiental han planteado en diversos lugares del mundo, especialmente en Asia, el retorno al uso de hojas de banano, ya que son un producto totalmente biodegradable, y por lo tanto, sostenible. Tan recientemente como 2019, supermercados en Tailandia y Vietnam han comenzado a empacar sus frutas y verduras en hojas de plátano.

### Uso como soporte de escritura
Las hojas de plátano y palma fueron históricamente la superficie de escritura principal en muchos pueblos del sur de Asia, lo cual ha influido en el desarrollo de sus sistema de escritura. Se ha sugerido una estrecha relación entre la forma redondeada de las letras de los alfabetos bráhmicos como el birmano, el cingalés, el javanés o el oriya. Los escribas usaron formas circulares ya que las hojas corren el riesgo de romperse si sobre ellas se escriben ángulos agudos o trazos rectos. De hecho, las letras de estos alfabetos que tienen líneas rectas solo se dan en dirección vertical o diagonal, pero rara vez en horizontal para no ir contra los nervios pinnados de la hoja.
En tales situaciones, las nervaduras foliares funcionan como rayas para escribir y separar líneas de texto. Se cree que esto fue tan influyente en el desarrollo de la escritura rongorongo de la Isla de Pascua que muchas tablillas de madera fueron intencionalmente acalanadas para imitar la superficie de una hoja de plátano.

### Usos informales

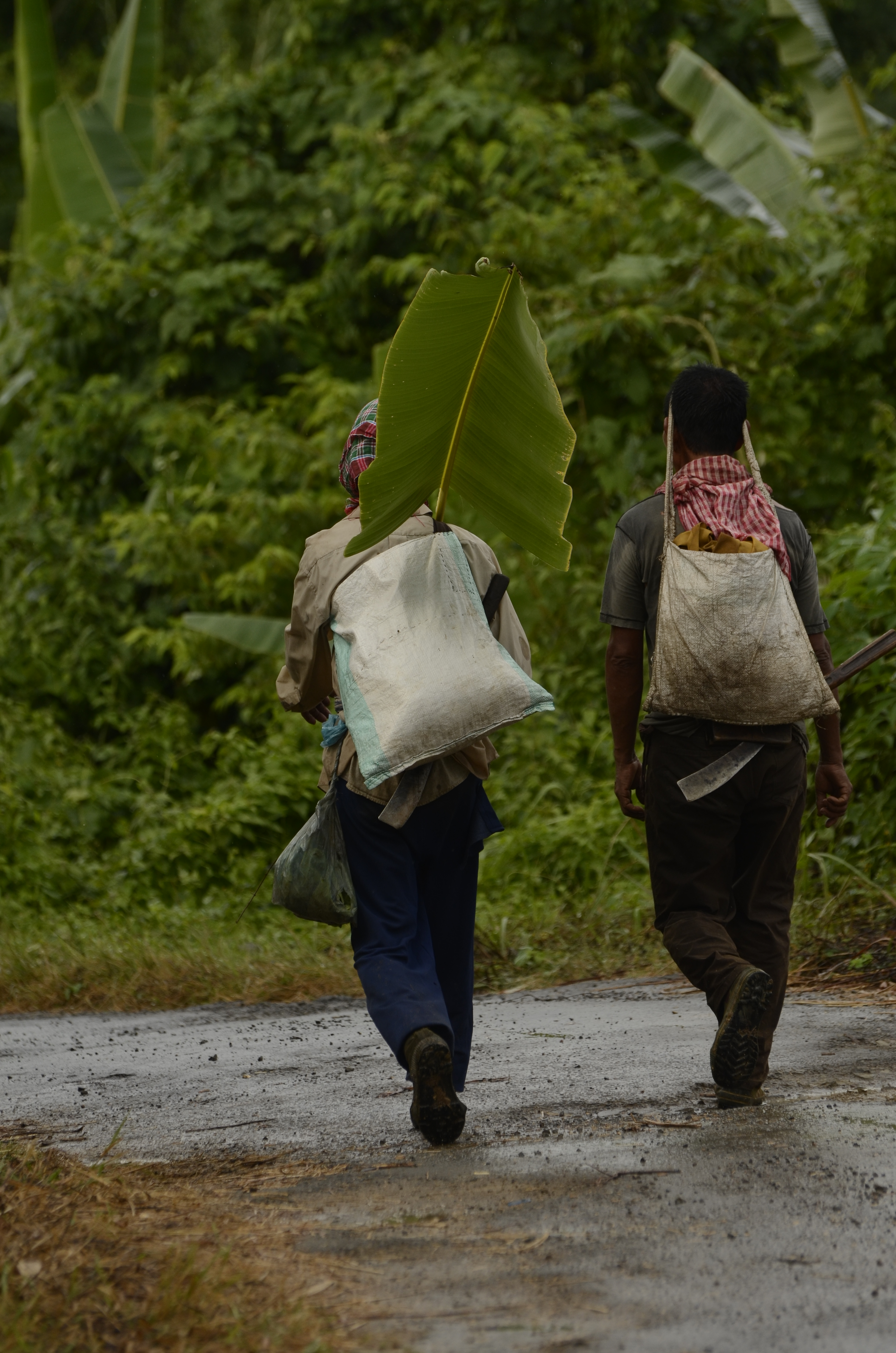
Personas en las montañas del norte de Nagaland, India, usando hojas de banana como paraguas

En los lugares donde se cultiva el banano, bien sea en África, América o Asia es una práctica común usar las hojas a modo de paraguas improvisado cuando llueve. Se sostienen por el pecíolo, boca abajo y sobre la espalda.
En África, las hojas viejas se usan para envolver los racimos de bananas y así evitar que se los coman los murciélagos y pájaros. En Nigeria y otras zonas de África occidental, las hojas de plátano viejas y degradadas se consideran útiles como sustrato para cultivar ciertas setas como el champiñón de paja.
En la Polinesia, las hojas del banano fe'i se usan para fabricar techos, empacar productos o envolver cigarrillos. Los antiguos hawaianos, usaban las hojas de banano como bandera blanca, es decir, para pedir tregua.
En Malasia, es una costumbre que las mujeres se bañen en una decocción de hojas de plátano los quince días posteriores al parto, ya que representan fertilidad y prosperidad.

## Venta
Las hojas de plátano se pueden encontrar a la venta en mercados y se venden al peso o por número de hojas. También se encuentran ya empaquetadas al vacío en los supermercados en paquetes de 1 kg o 500 g.